# Maha Hussaini
Maha Nazih Al-Hussaini (El Cairo, siglo XX) es una periodista palestina, activista de derechos humanos, directora de estrategias del Monitor Euromediterráneo de Derechos Humanos en Ginebra, y miembro de la Red Marie Colvin de Mujeres Periodistas. Ha sido premiada como periodista y activista de derechos humanos y reside en Gaza. Comenzó su carrera periodística cubriendo la campaña militar de Israel en la Franja de Gaza en julio de 2014.

## Trayectoria
En 2013, Hussaini se licenció en Literatura Inglesa y Francesa por la Universidad Al-Azhar en Gaza, y después obtuvo un máster en Ciencias Políticas de la Universidad Al-Azhar (2018). Ha colaborado con diversos periódicos internacionales, como Middle East Eye,The New Humanitarian o Rory Peck.
Antes de iniciar su labor activista, trabajó como reportera en zonas de conflicto donde escribió sobre violaciones de derechos humanos en territorios palestinos. Hasta 2019, fue directora ejecutiva de la Oficina Regional del Monitor Euromediterráneo en los Territorios Palestinos. Entre 2019 y 2021, fue directora ejecutiva de Impact International for International Policies, con sede en Londres. En 2021, Hussaini se convirtió directora estratégica del Euro-Mediterranean Human Rights Monitor.
Además de su trabajo en organizaciones de derechos humanos, Hussaini ha trabajado como periodista independiente para el periódico Middle East Eye y The New Humanitarian cubriendo noticias del conflicto y su impacto en la población de la Franja de Gaza. Ha participado de manera activada en la formulación de declaraciones orales sobre la situación de los derechos humanos en el Consejo de Derechos Humanos de las Naciones Unidas.
Además, ha sido entrevistada de manera frecuente sobre la situación humanitaria en los territorios palestinos en medios como Al Jazeera, Al-Arabiya, Agencia Anadolu, Al-Araby, Al- Jadeed y Kufia TV.

## Reconocimientos
En 2020, Hussaini fue reconocida por su labor como periodista independiente con el Premio Martin Adler, concedido por la fundación Rory Peck Trust, que fue creado para apoyar a los periodistas independientes en homenaje al periodista sueco Martin Adler asesinado en Mogadiscio en 2006.